# Euroregió Alps-Mediterrània

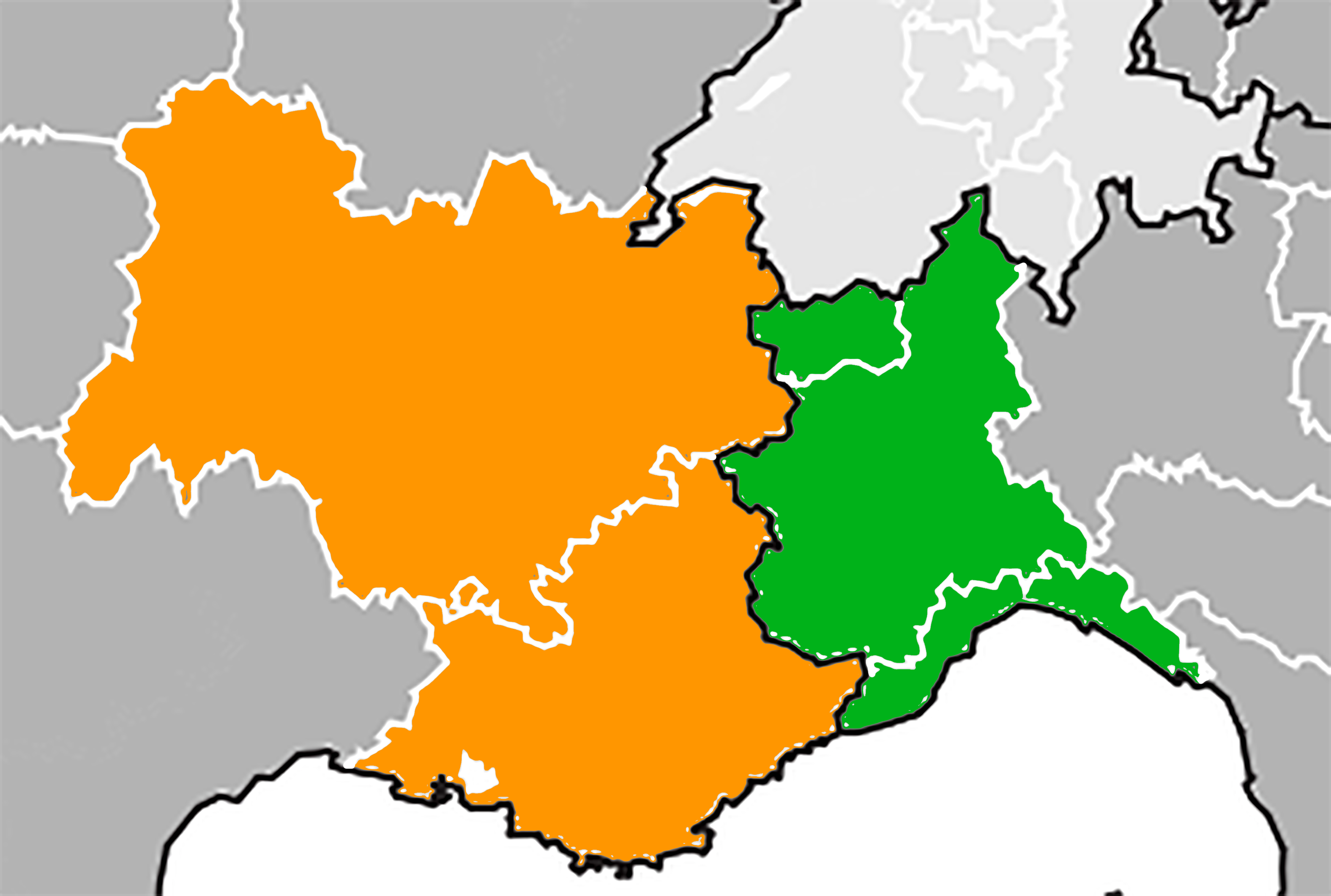

L'Euroregió Alps-Mediterrània (estructura de cooperació transnacional) va ser creada el 10 de juliol de 2007 entre tres regions italianes (Piemont, Ligúria i la Vall d'Aosta) i dos regions franceses (Roine-Alps i Provença-Alps-Costa Blava). Té una superfície de prop de 110.460 km² i més de 17 milions d'habitants. Les ciutats més grans són Torí, Gènova i Aosta en el costat italià i Lió i Marsella en el costat francès. L'actual president és el francès Michel Vauzelle.

## Història
L'euroregió fou creada arran del protocol del 18 de juliol de 2006, firmat a Villa Gualino, Torí, pels presidents de les regions Piemont, Mercedes Bresso, Vall d'Aosta, Luciano Caveri, Provença-Alps-Costa Blava, Michel Vauzelle, Roine-Alps, Jean-Jack Queyranne i l'assessor de Pianificació territorial i Urbanística de la Ligúria, Carlo Ruggeri. Fou ratificat el 10 d'octubre de 2007 en l'àmbit dels Open Days a Brussel·les.
El març de 2011 entraren a formar part de l'euroregió Còrsega i Sardenya per decisió del Comitè de Direcció les Cambres Euroregionals, reunit a Gènova per la inauguració de la presidència ligur.
El Comitè de Direcció de Cambres Euroregionals ha instituït l'associació sense ànim de lucre Alp Med, que tindrà com a funció tutelar els interessos de les 40 Cambres de Comerç representades

## Components
- Roine-Alps
- Provença-Alps-Costa Blava
- Piemont
- Ligúria
- Vall d'Aosta
- Còrsega (des de 2011)
- Sardenya (des de 2011)

## Àrees de treball
Cada regió membre és responsable d'una àrea de treball:
- Innovació i Recerca : Provença-Alps-Costa Blava
- Tourisme i Culture : Ligúria
- Transport i Accessibilitat : Piemont
- Medi Ambient i Desenvolupament sostenible : Roine-Alps
- Educació i Formació : Vall d'Aosta